# Waingaro (fleuve de Waikato)
Le fleuve Waingaro (en anglais : Waingaro River) est un cours d'eau situé dans la région de Waikato dans l’Île du Nord de la Nouvelle-Zélande.

## Géographie
Le fleuve Waingaro s’écoule en général vers le sud-ouest à partir de sa source située à l’ouest de la ville de Ngaruawahia, pour atteindre finalement le bras nord du port de Raglan Harbour (en).
Son affluent principal est le Kahuhuru Stream, que la route Highway 22 (en) suit sur plusieurs kilomètres. L’ensemble des affluents couvre au total environ 170 km de cours d'eau.
Le fleuve Waingaro est l’une des plus importantes sources de sédiments du port de Whaingaroa.

## Géologie

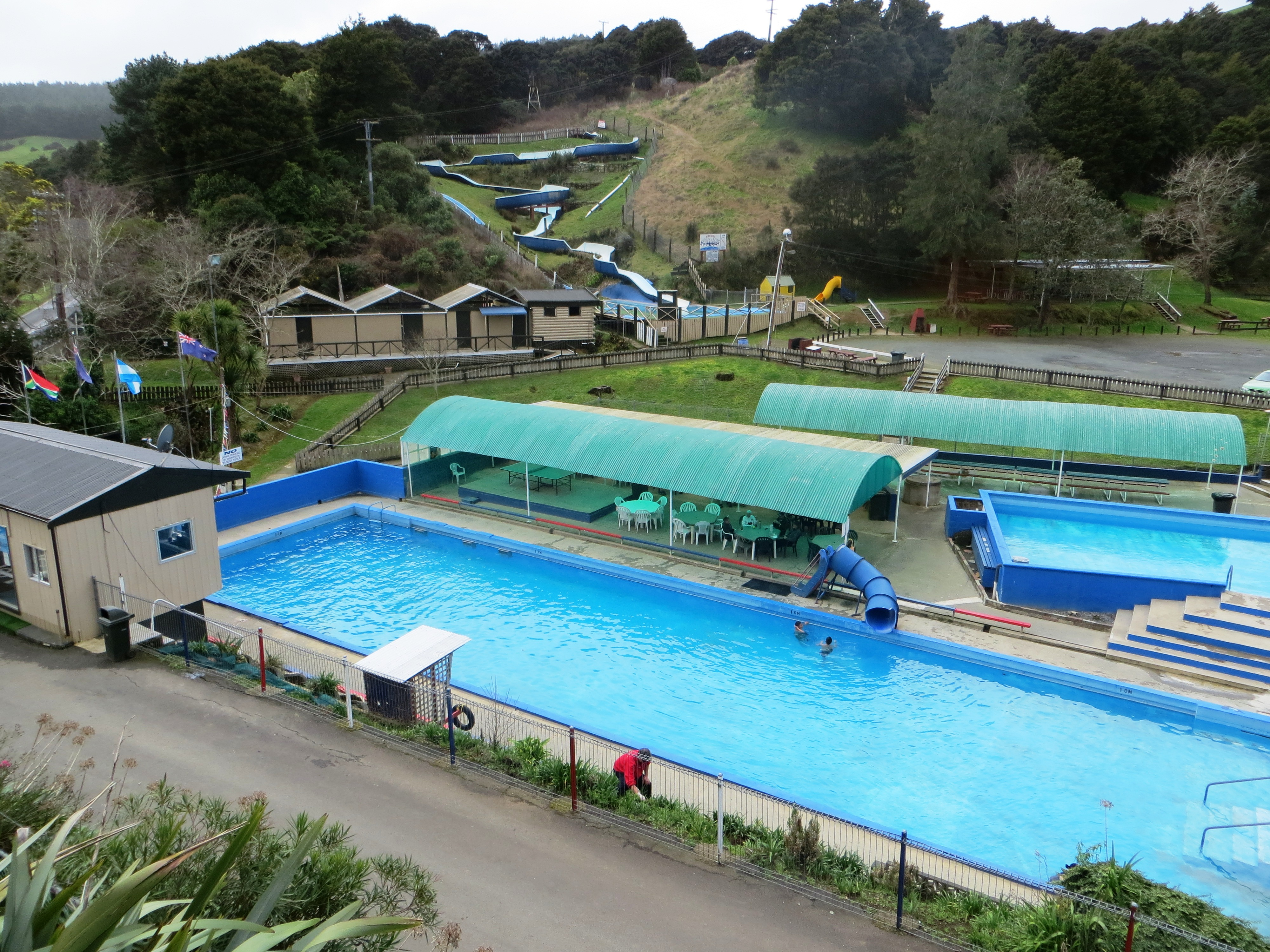
Bassin d’eau chaude de Waingaro et hydro-toboggans vus d’un hôtel

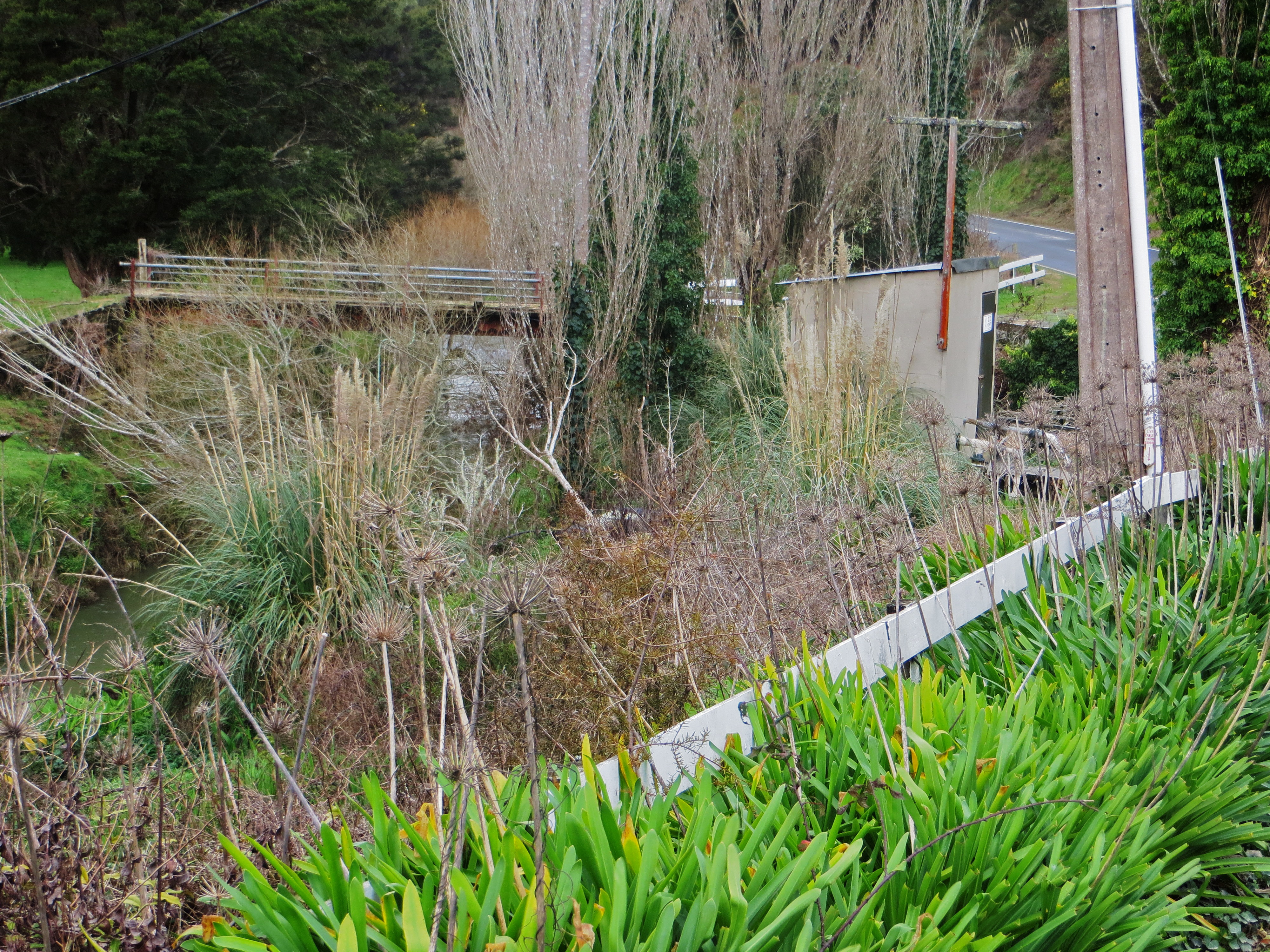
Le fleuve Waingaro et la station de pompage de l’eau chaude – le bassin était au nord de la route mais l’eau est maintenant pompée sous la route.

Le cours inférieur de la rivière s’écoule sur des roches de la période Puaroan (environ 150 millions d’années), de type  siltite bleu-gris ou Puti.
Le complexe de Waingaro Hot Spring fut fermé de 2014  jusqu’à ce qu’une amélioration ait eu lieu et il rouvrit en 2016.
L’eau contient des sels alcalins dilués de type NaCl, de 37 à 54 °C.
L’eau thermale s’écoule de la base de roches du Jurassique ancien à raison de 350 litres par minute, probablement originaire d’une profondeur d’au moins 3 km.
En 1921, cette description fut donnée :
«  Waingaro : sur la route de la diligence à partir de Ngaruawhahia en direction de la côte ouest, se trouvent des eaux de type thermal, contenant seulement 22 grains de solides par gallon. Ce n’est pas un spa, bien qu’elles soient utilisées pour cela et elles avaient à cette époque une grande réputation chez les Maoris. La source de l’eau est très large et la température élevée. Il y a un simple bain large pour l’immersion, avec un hôtel à côté.

Analyse (grammes par litre).
Chlorure de sodium 0,1-0,7
Silicates 0,1-1,4
Solides totaux 0,4-1,1
Température. 54,5 °C.
 »
En 1942, un abri en tôles ondulées métalliques, qui recouvrait la chute sur le côté nord de la route, fut emporté par une inondation. Après cela, l’eau chaude fut prélevée sous la route et le complexe des bains actuels fut reconstruit.
| Source        | Date d’échantillon | TD°C | pH (20 °C) | Li   | Na | K    | Ca  | Sr    | Ba     | B   | HCO3 | SiO2 | SO4 | F   | Cl | I     | ΔD ‰  | δ18O ‰ | T (SiO2) °C |
| ------------- | ------------------ | ---- | ---------- | ---- | -- | ---- | --- | ----- | ------ | --- | ---- | ---- | --- | --- | -- | ----- | ----- | ------ | ----------- |
| Waingaro well | 12/05/2005         | 54,7 | 9,2        | 0,05 | 79 | 0,73 | 1,2 | 0,005 | 0,0004 | 4,9 | 44   | 55   | 8,3 | 3,5 | 49 | 0,029 | -31,5 | -5,74  | 83          |

.

## Point de débarquement de Waingaro Landing

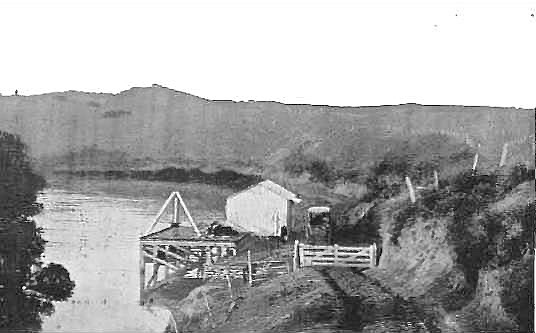
La diligence à ‘Waingaro Landing’

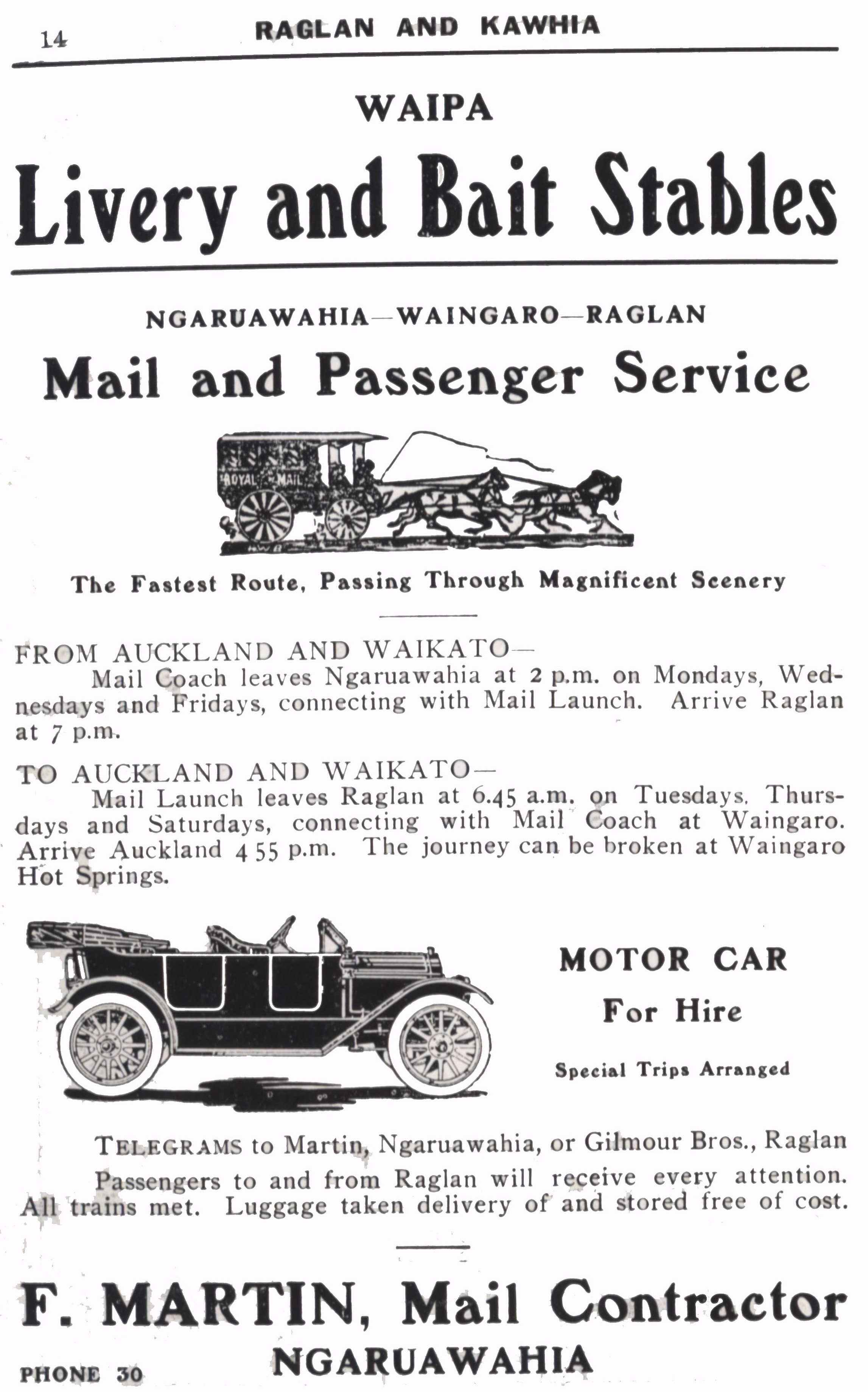
Affiche du livre guide de 1915

L’étroite route en pierre de 2 km allant d'Ohautira Rd jusqu’au plan incliné qui se situe près de Waingaro, ne voit plus passer qu’un faible trafic, mais celui-ci était autrefois beaucoup plus important.
Juste au sud du point où la rivière Waingaro rejoint le fleuve Kerikeri, il y avait un lieu-dit Waingaro Landing, ayant été utilisé par le Révérend Brown (en) en 1834 pour voyager de la baie des Îles en direction du port de Kawhia (en), mais peu de changements survinrent au cours du demi-siècle suivant.
Vers les années 1883, un terrain de 400 hectares loué par la couronne sur les berges du torrent Waingaro, fut pris en charge par M. Barton ou Patene, puis M. Clarke, et ensuite par Sam Picken. La plus grande partie était du bush épais, mais Clarke a commencé à l’éclaircir, employant Arthur Moon et Johnnie Douglas.
Picken voyagea vers Huntly par le train, traversant le fleuve Waikato en bateau, puis par la route sur un chemin vers Glen Afton et finalement sur une ébauche de chemin à travers une garrigue épaisse formée de rimu et matai s’étendant sur les collines, et kahikatea sur le sol plat. En une année, la trace initiale fut transformée en une route permettant de marcher la bride à la main. Picken fut rejoint par George Richards, Arthur Shilson, Ned Edmonds, Stevens, Arthur Richards et Pyne. La Couronne construisit ensuite une route allant de Ngaruawahia jusqu’au point de débarquement. Vers 1893, la plupart des terres avaient été achetées à l’exception de 600 acres  au niveau de Hot Springs qui furent loués pour 21 ans à Sam Wilson, qui y construisit l’hôtel.
Charles Sutton acheta la machine à vapeur nommée la Vesta de 30 ft de long, qui devait pouvoir remorquer un bateau à fond plat de la localité de Raglan à celle de Waingaro en une heure. Une expérimentation avec le bateau nommé Amateur de 40 ft ne fut pas un succès ; cela prit trois heures. En 1896, la Vesta fut réparée et remise en fonction.
Pour pratiquement deux décennies, le débarcadère devint une route populaire vers Raglan, quand le Capitaine Coge fit circuler le bateau à vapeur S.S. Maori entre Raglan et l'embarcadère à partir de 1903. Un coach venant de [garuawahia amenait les bagages et les passagers.
Vers les années 1903, le Ministre du Tourisme et la Station de santé publièrent cette option pour un voyage d'Auckland à Raglan :
- Auckland vers Ngaruawahia, soit |74 mi: Départ par rail d’Auckland à 10 h a.m.
- Arrivée à Ngaruawahia, à 12.58 p.m. 1st class 8/10, 2nd 5/9.
- Ngaruawahia vers Waingaro, soit 16 mi par le Coach : départs les mardis et vendredis 1.15 p.m. arrivée à 4 p.m. 6/- simple, 10/- avec retour.
- Waingaro vers Raglan, soit 9 mi Oil launch mardis et vendredis 2/6 simple, 4/-avec retour
- de Raglan vers Onehunga soit 115 mi par la N.S.S. ou Northern Steamship (en) par un bateau à vapeur (steamer) hebdomadaire. 20/- simple, 30/- retour Saloon.
- Onehunga vers Auckland, 8 mi. Souvent par rail. First I/-, 2 et 9 pence.
- Raglan vers  Hamilton, 35 mi. Coach M.W. et vendredi Départ 7 a.m. Arrivée 1.10 p.m.
- Hamilton vers Raglan. Coach les mardis, mercredis, et samedis. Départ Hamilton 9 a.m. Arrivée 4 p.m. Simple 12/-, reour 20/-.

Mais Coge abandonna bientôt le service fluvial, mais le 18 novembre 1904, le journal Raglan Chronicle (en) avertissait du lancement du cargo Nita après que sept hommes locaux s'étaient réunis pour former la coopérative Raglan Launch Co pour reprendre l’activité avec un agent de terrain A. R. Langley, comme secrétaire.
Avec M. B. Vercoe aux commandes, il continua le commerce jusqu’à la survenue d’un feu en mars 1909. Puis avec Frank Charlton aux commandes. Bien que le feu semble avoir été éteint rapidement le Nita fut ensuite acheté par Billy McQueen, qui commença à circuler en faisant le tour du port jusqu’en 1920.
De temps en temps, le bureau de poste soumettait des appels d’offres pour le transport du courrier par la route.
Le Conseil du comté du district de Waikato accepta d’étendre le hangar et le quai en 1910, mais ne voulut pas d’acheter d'autres terrains pour cela. L'extension fut terminée en 1913.
La route vers l’embarcadère fut à nouveau améliorée en 1905, quand 100 ₤ furent accordées pour cela.
Après 1920, le transport du courrier fut remplacé par un camion de crème conduit par Bob Gibb sur le parcours allant de Ngaruawahia à Te Akau.